# Araneus bastarensis
Araneus bastarensis är en spindelart som beskrevs av Gajbe 2005. Araneus bastarensis ingår i släktet Araneus och familjen hjulspindlar. Inga underarter finns listade i Catalogue of Life.